# Juris Kalniņš
Juris Kalniņš (Riga, 8 marzo 1938 – 9 febbraio 2010) è stato un cestista sovietico.

## Carriera
Con l'Unione Sovietica ha disputato i Giochi olimpici di Tokyo 1964, i Campionati mondiali del 1963 e i Campionati europei del 1963.

## Palmarès
- Campionato sovietico: 1

ASK Riga: 1958
- Coppa dei Campioni: 3

ASK Riga: 1958, 1958-59, 1959-60